# Josef Mitterndorfer
Josef Mitterndorfer (1803 Thanstetten – 1887) byl rakouský politik německé národnosti z Horních Rakous, během revolučního roku 1848 poslanec Říšského sněmu.

## Biografie
V roce 1823 se jeho manželkou stala Eva Maria Zehetner. Zemřela po porodu v roce 1826. Pak se oženil s Annou Hagerovou a po její smrti byla jeho třetí ženou od roku 1838 Anna Schönaigner. Z prvního manželství měl dvě děti, z druhého šest a z třetího deset dětí. Roku 1849 se uvádí jako Joseph Mitterndorfer, landmann v Pfarrkirchen.
Během revolučního roku 1848 se zapojil do veřejného dění. Ve volbách roku 1848 byl zvolen i na ústavodárný Říšský sněm. Zastupoval volební obvod Steyr. Tehdy se uváděl coby landmann. Náležel ke sněmovní levici.
Do roku 1875 zastával funkci starosty Kremsmünsteru.
Za jeho zásluhy o osvobození rolníků (zrušení poddanství a roboty) během jeho parlamentní práce mu byla po sto letech, v listopadu 1948, u jeho usedlosti (Puffhubergut) odhalena zásluhou Hornorakouského rolnického spolku pamětní deska.